# 창효각
창효각은 대한민국 충청북도 영동군 용화면에 있다. 1997년 7월 4일 영동군의 향토유적 제48호로 지정되었다.

## 개요
김정만의 효행을 기리기 위해1934년 건립한 정문이다.